# Nitrophila
Nitrophila és un petit gènere de plantes amarantàcies. El seu nom, com també el terme nitròfil, prové del grec i significa que li agraden els sòls alcalins o salats, com aquells que són rics en bòrax. Són plantes perennes i amb rizoma amb les fulles carnoses que facliten l'estalvi d'aigua. El seu fruit és un utricle amb petites llavors negres. Les espècies de Nitrophila estan distribuïdes a les regions temperades d'Amèrica.

## Algunes espècies
- Nitrophila mohavensis - Amargosa niterwort
- Nitrophila occidentalis - boraxweed